# World Tour w siatkówce plażowej 2004
World Tour w siatkówce plażowej 2004 organizowany przez FIVB składał się 14 turniejów męskich i 12 turniejów żeńskich. Rozegrano trzy turnieje Grand Slam w Berlinie, Marsylii i Klagenfurcie. Po raz pierwszy w historii zorganizowani zawody w Polsce pod nazwą Mazury Open.

## Zawody

### Klasyfikacja turniejów
| Grand Slam |
| Open       |

### Mężczyźni
| Turniej                                                                       | 1 miejsce                                             | 2 miejsce                         | 3 miejsce                                           | 4 miejsce                                |
| ----------------------------------------------------------------------------- | ----------------------------------------------------- | --------------------------------- | --------------------------------------------------- | ---------------------------------------- |
| Salvador Open Salvador, Brazylia 16 – 21 marca                                | Emanuel Rego Ricardo Santos 21-19, 21-18              | Patrick Heuscher Stefan Kobel     | Mariano Baracetti Martín Conde walkower             | Markus Dieckmann Jonas Reckermann        |
| South African Open Kapsztad, Republika Południowej Afryki 23 – 28 marca       | Franco Neto Tande Ramos 27-25, 21-14, 15-12           | Emanuel Rego Ricardo Santos       | Harley Marques Benjamin Insfran 21-11, 21-15        | Peter Gartmayer Robert Nowotny           |
| Olympic Garden Open Lianyungang, Chiny 19 – 23 maja                           | Javier Bosma Pablo Herrera 15-21, 21-19, 21-19        | Franco Neto Tande Ramos           | Pedro Cunha Rogério Ferreira 21-10, 21-17           | Todd Rogers Sean Scott                   |
| NIS Open 2004 presented by Telekom Srbija Budva, Serbia 26 – 30 maja          | Emanuel Rego Ricardo Santos 21-18, 21-19              | Markus Dieckmann Jonas Reckermann | Patrick Heuscher Stefan Kobel 21-17, 21-18          | Kristjan Kais Rivo Vesik                 |
| Portugal Open Espinho, Portugalia 2 – 6 czerwca                               | Emanuel Rego Ricardo Santos 21-12, 22-20              | Vegard Høidalen Jørre Kjemperud   | Márcio Araújo Benjamin Insfran 21-16, 21-15         | Markus Dieckmann Jonas Reckermann        |
| Carolina Open presented by GlaxoSmithKline Carolina, Portoryko 9 – 13 czerwca | Pedro Cunha Rogério Ferreira 21-17, 35-33             | Mariano Baracetti Martín Conde    | Franco Neto Tande Ramos 22-20, 21-19                | Dax Holdren Stein Metzger                |
| 1to1 Energy Open Gstaad, Szwajcaria 16 – 20 czereca                           | Patrick Heuscher Stefan Kobel 21-18, 27-25            | Markus Dieckmann Jonas Reckermann | Emanuel Rego Ricardo Santos 21-18, 21-16            | Márcio Araújo Benjamin Insfran           |
| Smart Grand Slam Berlin, Niemcy 23 – 27 czerwca                               | Markus Dieckmann Jonas Reckermann 20-22, 21-19, 16-14 | Martin Laciga Paul Laciga         | Mariano Baracetti Martín Conde 21-12, 16-21, 15-12  | Emanuel Rego Ricardo Santos              |
| ConocoPhillips Open Stavanger, Norwegia 30 czerwca – 4 lipca                  | Emanuel Rego Ricardo Santos 21-15, 21-17              | David Klemperer Niklas Rademacher | Franco Neto Tande Ramos 18-21, 21-18, 15-10         | Christoph Dieckmann Andreas Scheuerpflug |
| Spain Open Majorka, Hiszpania 7 – 11 lipca                                    | Martin Laciga Paul Laciga 21-14, 21-13                | Markus Egger Sascha Heyer         | Fábio Luiz Magalhães Paulo Emilio Silva walkower    | Mariano Baracetti Martín Conde           |
| World Series 13 Marsylia, Francja 14 – 18 lipca                               | Márcio Araújo Benjamin Insfran 12-21, 22-20, 15-12    | Patrick Heuscher Stefan Kobel     | Mariano Baracetti Martín Conde walkower             | Todd Rogers Sean Scott                   |
| Mazury Open Stare Jabłonki, Polska 21 – 25 lipca                              | Emanuel Rego Ricardo Santos 21-18, 21-16              | Franco Neto Tande Ramos           | Vegard Høidalen Jørre Kjemperud 19-21, 21-18, 21-19 | Patrick Heuscher Stefan Kobel            |
| A1 Grand Slam presented by Nokia Klagenfurt, Francja 28 lipca – 1 sierpnia    | Emanuel Rego Ricardo Santos 17-21, 21-16, 15-10       | Franco Neto Tande Ramos           | Christoph Dieckmann Andreas Scheuerpflug walkower   | Márcio Araújo Benjamin Insfran           |
| Banco do Brasil Open Rio de Janeiro, Brazylia 20 – 25 września                | Markus Dieckmann Jonas Reckermann 21-18, 19-21, 15-9  | Patrick Heuscher Stefan Kobel     | Markus Egger Sascha Heyer 17-21, 23-21, 15-13       | Emanuel Rego Ricardo Santos              |

### Kobiety
| Turniej                                                            | 1 miejsce                                      | 2 miejsce                                      | 3 miejsce                                                | 4 miejsce                          |
| ------------------------------------------------------------------ | ---------------------------------------------- | ---------------------------------------------- | -------------------------------------------------------- | ---------------------------------- |
| Cearà Open Fortaleza, Brazylia 9 – 14 marca                        | Misty May Kerri Walsh 21-10, 21-18             | Shelda Bede Adriana Behar                      | Juliana Felisberta Larissa França 24-22, 21-9            | Tian Jia Wang Fei                  |
| Hellas Open Rodos, Grecja 19 – 23 marca                            | Misty May Kerri Walsh 21-17, 21-13             | Holly McPeak Elaine Youngs                     | Shelda Bede Adriana Behar 23-25, 21-16, 15-11            | Annett Davis Jenny Johnson Jordan  |
| China Jinshan Open presented by SPC Szanghaj, Chiny 26 – 30 maja   | Holly McPeak Elaine Youngs 21-17, 21-13        | Annett Davis Jenny Johnson Jordan              | Shelda Bede Adriana Behar 24-22, 21-17                   | Wang Lu You Wenhui                 |
| Japan Open Osaka, Japonia 2 – 6 czerwca                            | Shelda Bede Adriana Behar 21-12, 21-0          | Natalie Cook Nicole Sanderson                  | Simone Kuhn Nicole Schnyder-Benoît 21-13, 21-14          | Vasso Karantasiou Efi Sfyri        |
| 1to1 Energy Open Gstaad, Szwajcaria 15 – 19 czerwca                | Misty May Kerri Walsh 26-28, 21-17, 15-10      | Shelda Bede Adriana Behar                      | Holly McPeak Elaine Youngs walkower                      | Ana Paula Henkel Sandra Pires      |
| Smart Grand Slam Berlin, Niemcy 22 – 26 czerwca                    | Shelda Bede Adriana Behar 21-16, 21-17         | Dalixia Fernandez Grasset Tamara Larrea Peraza | Holly McPeak Elaine Youngs 21-13, 21-16                  | Susanne Lahme Danja Müsch          |
| ConocoPhillips Open Stavanger, Norwegia 29 czerwca – 3 lipca       | Holly McPeak Elaine Youngs 21-17, 16-21, 15-10 | Annett Davis Jenny Johnson Jordan              | Rachel Scott Kerri Walsh 18-21, 21-18, 15-11             | Guylaine Dumont Annie Martin       |
| Spain Open Majorka, Hiszpania 6 – 10 lipca                         | Juliana Felisberta Larissa França 21-17, 21-12 | Susanne Lahme Danja Müsch                      | Eva Ryšavá Soňa Nováková-Dosoudilová 21-14, 19-21, 18-16 | Summer Lochowicz Kerri Pottharst   |
| World Series 13 Marsylia, Francja 13 – 18 lipca                    | Rachel Scott Kerri Walsh 21-19, 21-18          | Annett Davis Jenny Johnson Jordan              | Juliana Felisberta Larissa França 21-23, 21-9, 17-15     | Carrie Dodd Nancy Reynolds         |
| A1 Grand Slam presented by Nokia Klagenfurt, Austria 28 – 31 lipca | Rachel Scott Kerri Walsh 21-13, 21-7           | Shelda Bede Adriana Behar                      | Annett Davis Jenny Johnson Jordan 21-17, 13-21, 18-16    | Holly McPeak Elaine Youngs         |
| Alice Italian Open Mediolan, Włochy 1 – 5 września                 | Shelda Bede Adriana Behar 21-15, 25-23         | Shaylyn Bedê Renata Ribeiro                    | Eva Ryšavá Soňa Nováková-Dosoudilová 21-15, 21-18        | Simone Kuhn Nicole Schnyder-Benoît |
| Banco do Brasil Open Rio de Janeiro, Brazylia 20 – 25 września     | Ana Paula Henkel Sandra Pires 21-14, 28-26     | Shelda Bede Adriana Behar                      | Juliana Felisberta Larissa França 21-18, 21-16           | Ângela Lavalle Mônica Paludo       |